# Calopsis paniculata
Calopsis paniculata là một loài thực vật có hoa trong họ Restionaceae. Loài này được (Rottb.) Desv. mô tả khoa học đầu tiên năm 1828.